# Dmitry Mikhaylovich Aydov
Bản mẫu:Eastern Slavic name
Dmitry Mikhaylovich Aydov (tiếng Nga: Дми́трий Миха́йлович А́йдов; sinh 10 tháng 4 năm 1982) là một cầu thủ bóng đá Nga thi đấu cho Gomel mượn từ Arsenal Tula.

## Sự nghiệp
Ngày 30 tháng 6 năm 2015, Aydov rời khỏi FC Anzhi Makhachkala, và ký bản hợp đồng 1 năm cùng với FC Arsenal Tula.
Vào tháng 11 năm 2016, Aydov bị buộc tối vì sử dụng ngôn ngữ và từ đó tập tin không phục hội trước con mắt của Amkar Perm là Sékou Condé và Fegor Ogude.